# Stora Goddegöl
Stora Goddegöl är en sjö i Nybro kommun i Småland och ingår i Alsteråns huvudavrinningsområde.